# Flik 46
La Flik 46 (nome ufficiale Fliegerkompanie 46) era una delle unità dell'Impero austro-ungarico durante la prima guerra mondiale.

## Storia

### Prima guerra mondiale
La squadriglia fu fondata a Strasshof an der Nordbahn in Austria e, dopo essersi formata l'11 maggio 1917, fu diretta al fronte italiano, dove fu schierata nei campi di Cinto Caomaggiore e poi di Prosecco (Trieste). Il 25 luglio 1917, l'intera forza aerea fu riorganizzata; in questo periodo, l'unità viene chiamata Fernaufklärer-Kompanie 46, Flik 46F). 
Al 18 agosto 1917 era a Divaccia nell'Isonzo Armee al comando dell'Hptm Karl Banfield con 5 Hansa-Brandenburg C.I, 2 Hansa-Brandenburg D.I e 1 Albatros D.III.
Al 24 ottobre la Flik 46/F era sempre a Divaccia nell'Isonzo Armee al comando dell'Hptm Banfield quando ha preso parte alla Battaglia di Caporetto.
Nel settembre del 1918, in occasione di un'ulteriore riorganizzazione, diventa da ricognizione fotografica (Photoaufklärer-Kompanie 46, Flik 46P). Al 15 ottobre 1918 era a Cinto Caomaggiore con 3 Albatros D.III, 2 Aviatik D.I e 2 Phönix D.I.